# Forward Chemicals Tournament
Forward Chemicals Tournament — пригласительный снукерный турнир, проходивший только один раз — в 1979 году в Англии.
Турнир был похож на проводившийся ранее Park Drive 2000. В Forward Chemicals Tournament приняли участие четверо профессиональных снукеристов, а в финал вышли двое, набравших лучшие показатели по итогам группового этапа (в группе каждый игрок проводил по три матча с соперниками). Финальный матч проходил в Royal Exchange Theatre, Манчестер.

## Победители
| Год  | Победитель  | Финалист     | Счёт | Приз победителю | Спонсор           |
| ---- | ----------- | ------------ | ---- | --------------- | ----------------- |
| 1979 | Рэй Риардон | Джон Спенсер | 9:6  | £ 3 000         | Forward Chemicals |